# フットワーク・FA12
フットワーク・FA12 (Footwork FA12) は、フットワークが1991年のF1世界選手権参戦用に開発し投入したフォーミュラカー。デザイナーはアラン・ジェンキンス。9番車はミケーレ・アルボレート、10番車はアレックス・カフィとステファン・ヨハンソンがドライブした。

## 概要
チームはポルシェ・3512 3.5リッターV型12気筒エンジンを搭載したFA11C、FA12をシーズン始めに投入したが、重く、大きく、パワーがないポルシェエンジンは使い物にならず、ギアボックスなどの駆動系の信頼性も深刻であった。シーズン途中でポルシェエンジンで戦うことを諦め、第7戦フランスGPからはコスワース・DFR V型8気筒エンジンに換装した FA12Cを投入することとなった。

## 開発の経緯
シャーシは前年ティレル・019が導入したハイノーズを独自解釈し、ノーズ先端からフロントウィングを一本のステーで吊るすデザインを採用した。
ポルシェ・3512 はフットワーク・FA12のために開発されたエンジンであったが、V6エンジンを縦に2基繋いだような代物で、通常のエンジンがクランクシャフト後端に出力軸があるのに対し、3512はクランクシャフト軸方向の中央から取り出す方式（パワー・センターテイクオフ）だったためサイズも重量も他のエンジンに比べると大きく、また特殊な位置になる入力軸に合わせたギアボックスの新開発等、シャシー側の大幅な再設計が必要であった。シーズン序盤は1990年のA11に同エンジンを搭載したフットワーク・FA11Cが投入された。アメリカGPではカフィが予選落ち、アルボレートはリタイアし、ブラジルでは両者共に予選落ちした。3戦目のサンマリノからはFA12が投入されたが、カフィ、アルボレート共に予選落ちし、カフィは交通事故で負傷したため、カナダGPからステファン・ヨハンソンが代役で出場したものの予選25位からリタイア、メキシコGPでは予選不通過となり、ポルシェエンジンは一度も決勝レースを完走すること無くF1から退場していった。

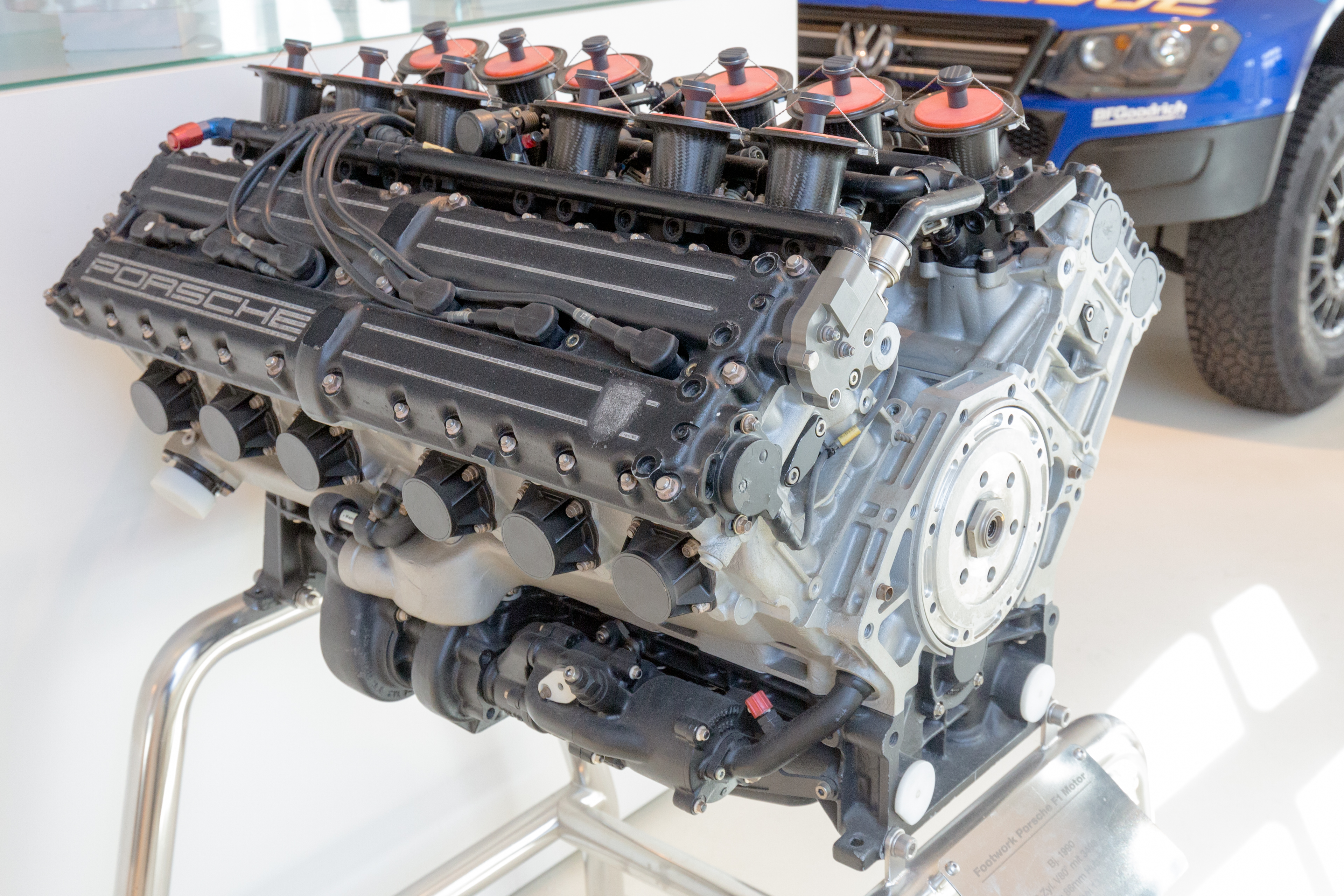
ポルシェ・3512エンジン

ポルシェエンジンに競争力が無かった1つの理由がその重量であった。クラッチ、フライホイールおよびその他の付属部品が装着された状態での重量は418ポンド（約190kg）もあり、同じV型12気筒であるフェラーリのTipo 291（308ポンド、約140kg）、ホンダのRA121E（352ポンド、約160kg）といった同時期のエンジンに比べて重量がありすぎた。また、パワー・センターテイクオフ方式は油圧系の問題にもつながった。
また、イモラにおけるテストではアルボレートが、モナコGP予選中にはカフィが、モノコックとギアボックスが分離し、出火する程の大クラッシュを演じた事も、事態を悪化させた。
チームはポルシェエンジンの使用をあきらめ、第7戦フランスGPからはコスワース・DFRに換装したFA12Cを走らせた。しかし入力軸が特殊な位置にあるポルシェエンジン用ギアボックスにDFRを組み合わせる為に、トランスファーボックスを必要とすることになったが、そのトランスファーボックスに頻繁にトラブルが発生し、結局シーズン後半に何度か完走したものの、年間獲得ポイントは0でシーズンを終えることとなった。
なお、DFRエンジンに乗せ換えられた後、8月末に行われたポール・リカール・サーキットでのテスト走行では、F3000でチャンピオン争いをしていた新人アレッサンドロ・ザナルディがFA12Cをテストドライブし、これが彼のF1初ドライブであった。このほか、ドイツF3チャンピオンを獲得しメルセデス若手ドライバー育成プログラムの一員となっていたカール・ヴェンドリンガーも「91年にフットワークのクルマにちょっと乗った」と発言している。

## F1における全成績
(key) （太字はポールポジション）
| 年     | チーム                 | シャシー | エンジン          | タイヤ | ドライバー             | 1   | 2   | 3   | 4   | 5   | 6   | 7   | 8   | 9    | 10   | 11   | 12   | 13   | 14   | 15  | 16  | ポイント | 順位 |
| ------ | ---------------------- | -------- | ----------------- | ------ | ---------------------- | --- | --- | --- | --- | --- | --- | --- | --- | ---- | ---- | ---- | ---- | ---- | ---- | --- | --- | -------- | ---- |
| 1991年 | フットワーク・アロウズ | FA12     | ポルシェ 3512 V12 | G      |                        | USA | BRA | SMR | MON | CAN | MEX | FRA | GBR | GER  | HUN  | BEL  | ITA  | POR  | ESP  | JPN | AUS | 0        | NC   |
| 1991年 | フットワーク・アロウズ | FA12     | ポルシェ 3512 V12 | G      | ミケーレ・アルボレート |     |     |     | Ret | Ret | Ret |     |     |      |      |      |      |      |      |     |     | 0        | NC   |
| 1991年 | フットワーク・アロウズ | FA12     | ポルシェ 3512 V12 | G      | アレックス・カフィ     |     |     | DNQ | DNQ |     |     |     |     |      |      |      |      |      |      |     |     | 0        | NC   |
| 1991年 | フットワーク・アロウズ | FA12     | ポルシェ 3512 V12 | G      | ステファン・ヨハンソン |     |     |     |     | Ret | DNQ |     |     |      |      |      |      |      |      |     |     | 0        | NC   |
| 1991年 | フットワーク・アロウズ | FA12C    | フォード DFR V8   | G      | ミケーレ・アルボレート |     |     |     |     |     |     | Ret | Ret | DNQ  | DNQ  | DNPQ | DNQ  | 15   | Ret  | DNQ | 13  | 0        | NC   |
| 1991年 | フットワーク・アロウズ | FA12C    | フォード DFR V8   | G      | ステファン・ヨハンソン |     |     |     |     |     |     | DNQ | DNQ |      |      |      |      |      |      |     |     | 0        | NC   |
| 1991年 | フットワーク・アロウズ | FA12C    | フォード DFR V8   | G      | アレックス・カフィ     |     |     |     |     |     |     |     |     | DNPQ | DNPQ | DNQ  | DNPQ | DNPQ | DNPQ | 10  | 15  | 0        | NC   |

## 参照
1. ↑  Footwork FA12 Stats F1
2. ↑  Footwork FA12C Stats F1
3. ↑  Footwork FA12C - ChicaneF1.com
4. ↑  8W - How? - Engine failures
5. ↑  Footwork A11C - ChicaneF1.com
6. ↑  F1 News - Grandprix.com > GP Encyclopedia > Race > Canadian GP, 1991
7. ↑  A.ザナルディ起用、現在F3000ランキング1位 F1GPX 1991ポルトガルGP号 山海堂 1991年10月12日発行
8. ↑  SNAP VIOCE Racing On No.109 51頁 1991年12月1日発行